# Cesare Marchia
Cesare Luigi Marchia (Asti, 27 agosto 1905 – Asti, 22 agosto 1985) è stato un politico italiano.

## Biografia
Di professione geometra, fu esponente della Democrazia Cristiana astigiana, e venne eletto sindaco di Asti il 6 dicembre 1967 dopo le dimissioni di Giovanni Giraudi candidato alla Camera dei deputati. Alle successive amministrative del 1970 venne rieletto per un secondo mandato; lasciò l'incarico nel mese di novembre dell'anno successivo.
Deceduto nel 1985, gli è stata intitolata la sala del Consiglio comunale del Palazzo di Città il 27 novembre 2015.